# Etruščanska rovka
Etruščanska rovka (znanstveno ime Suncus etruscus) je vrsta rovke, po telesni masi najmanjši sesalec na svetu (po lobanjskih merah je manjši le Kittijev pritlikavi netopir). Njena masa je na spodnji meji, ki še omogoča ohranjanje stalne telesne temperature, saj ima težave z uravnavanjem energijske bilance zaradi ohlajanja in iskanja hrane, ki je skoraj nenehno.